# Sglobal
Sglobal è il sedicesimo album musicale del cantautore italiano Mimmo Locasciulli,  pubblicato il 25 maggio 2006 su etichetta discografica Hobo Recording con distribuzione Egea Music.

## Descrizione
Sglobal è stato registrato presso l'Hobo Recording Studio di Saracinesco (Roma) ed i Dubway Studios di New York. Il disco è stato prodotto dallo stesso Mimmo Locasciulli insieme al musicista statunitense Greg Cohen. I due sono anche nella formazione di musicisti che hanno suonato nel disco, Locasciulli alle chitarre, tastiere e pianoforte, Cohen al contrabbasso. Il termine "Sglobal" indica la posizione di Locasciulli contro la globalizzazione, prendendo tuttavia le distanze anche dalle frange più violente dei movimenti no global. Il brano che dà il titolo al disco è stato scritto e interpretato insieme al rapper Frankie hi-nrg.
Locasciulli è l'autore principale di testi e musiche, ma oltre a quella con Frankie hi-nrg, il disco vanta altri contributi: Greg Cohen è co-autore del brano Perso e ritrovato, Guido Elle (pseudonimo di Guido Locasciulli, figlio del cantautore) è co-autore del brano Anna di Francia, Stefano Delacroix è co-autore del brano Non è stato facile. Il disco include anche una cover, la versione italiana del brano 1904, brano originariamente inciso dalla band svizzera Patent Ochsner e scritto dal front-man Büne Huber.
Il disco è ulteriormente impreziosito dalla partecipazione di noti musicisti italiani e stranieri quali Alex Britti, nelle vesti di chitarrista blues nel brano Aiuto, Stefano Di Battista e il suo sax nel brano Sglobal ed il chitarrista americano Marc Ribot. Tra gli altri musicisti in formazione ci sono il chitarrista italiano Massimo Fumanti, il trombettista jazz americano Mike Applebaum, l'altro figlio di Locasciulli, Matteo, nel ruolo di polistrumentista.
(Mimmo Locasciulli, dall'intervista per ilGiornale.it del 7 febbraio 2007)

## Tracce
- CD (Hobo, HOB 1200605)

1. Correre, Baby – 3:05 (Mimmo Locasciulli)
2. Perso e ritrovato – 6:18 (Mimmo Locasciulli - Greg Cohen)
3. Anna di Francia – 3:34 (Locasciulli - Guido Elle)
4. Sglobal (feat. Frankie hi-nrg mc) – 4:44 (Mimmo Locasciulli - Frankie hi-nrg mc)
5. L'autunno, dopo tutto – 3:32 (Mimmo Locasciulli)
6. Passo lento – 3:23 (Mimmo Locasciulli)
7. 1904 (adattamento in italiano di Mimmo Locasciulli) – 3:51 (Büne Huber)
8. Aiuto! – 4:37 (Mimmo Locasciulli)
9. Non è stato facile – 4:34 (Mimmo Locasciulli - Stefano Delacroix)
10. Hemingway – 3:40 (Mimmo Locasciulli)

Durata totale: 41:18

## Formazione
- Mimmo Locasciulli - chitarra elettrica, percussioni, organo, pianoforte, glockenspiel, tastiere, arpa
- Greg Cohen - contrabbasso
- Marc Ribot - chitarra elettrica
- Andy Bartolucci - batteria, percussioni
- Luca Ciarla - violino
- Stefano Di Battista - sassofono
- Matteo Locasciulli - chitarra ritmica, chitarra elettrica, contrabbasso, tastiere, basso
- Massimo Fumanti - chitarra acustica, chitarra elettrica
- Mike Applebaum - flicorno, tromba
- Alex Britti - chitarra elettrica, chitarra acustica
- Stefano Delacroix - cori